# Vrchařská soutěž na Tour de France

Puntíkovaný trikot

Puntíkovaný trikot (francouzsky maillot a pois) je trikot užívaný na Tour de France. Je určen pro krále hor. Na vrcholu vybraných stoupání jsou nejrychlejším jezdcům rozdělovány body. Výjezdy jsou děleny na kategorie od 1 (nejobtížnější) do 4 (nejlehčí) podle jejich náročnosti (strmosti a délky stoupání). Nejtěžší stoupání jsou označovány jako Hors categorie, což lze přeložit jako „mimo kategorie“. Každá kategorie má vlastní bodové ohodnocení. Na posledním vrcholu etapy jsou navíc bodová ohodnocení dvojnásobná, pokud se jedná o vrcholy HC, 1. kategorie nebo 2. kategorie. O vrchařské vítězství se bojuje od roku 1933. Historicky nejúspěšnějším jezdcem je Richard Virenque, který triumfoval sedmkrát – v letech 1994–1997, 1999, 2003 a 2004.

## Historie puntíkovaného trikotu
Puntíkovaný trikot byl poprvé představen v roce 1975. Sponzor trikotu, čokoládovna Poulain, chtěl zvýšit viditelnost jezdce vedoucího klasifikaci vrchařské soutěže v pelotonu. Organizátor závodu Félix Levitan se rozhodl pro puntíkovaný dres inspirovaný dresem meziválečného cyklisty Henri Lamoinea. Popularita trikotu prudce rostla, takže čokoládovna Poulain následně upravila balení svých čokolád právě do zvolené bíločervené kombinace.

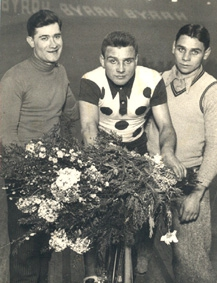
Původní puntíkovaný dres Henriho Lamoinea, který se stal inspirací pro puntíkovaný dres jezdce vedoucího vrchařskou klasifikaci

## Celkový seznam vítězů vrchařské soutěže (puntíkovaný trikot)

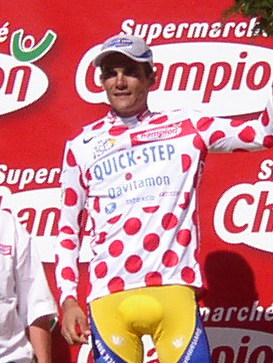
Richard Virenque Francie 7× vítěz.
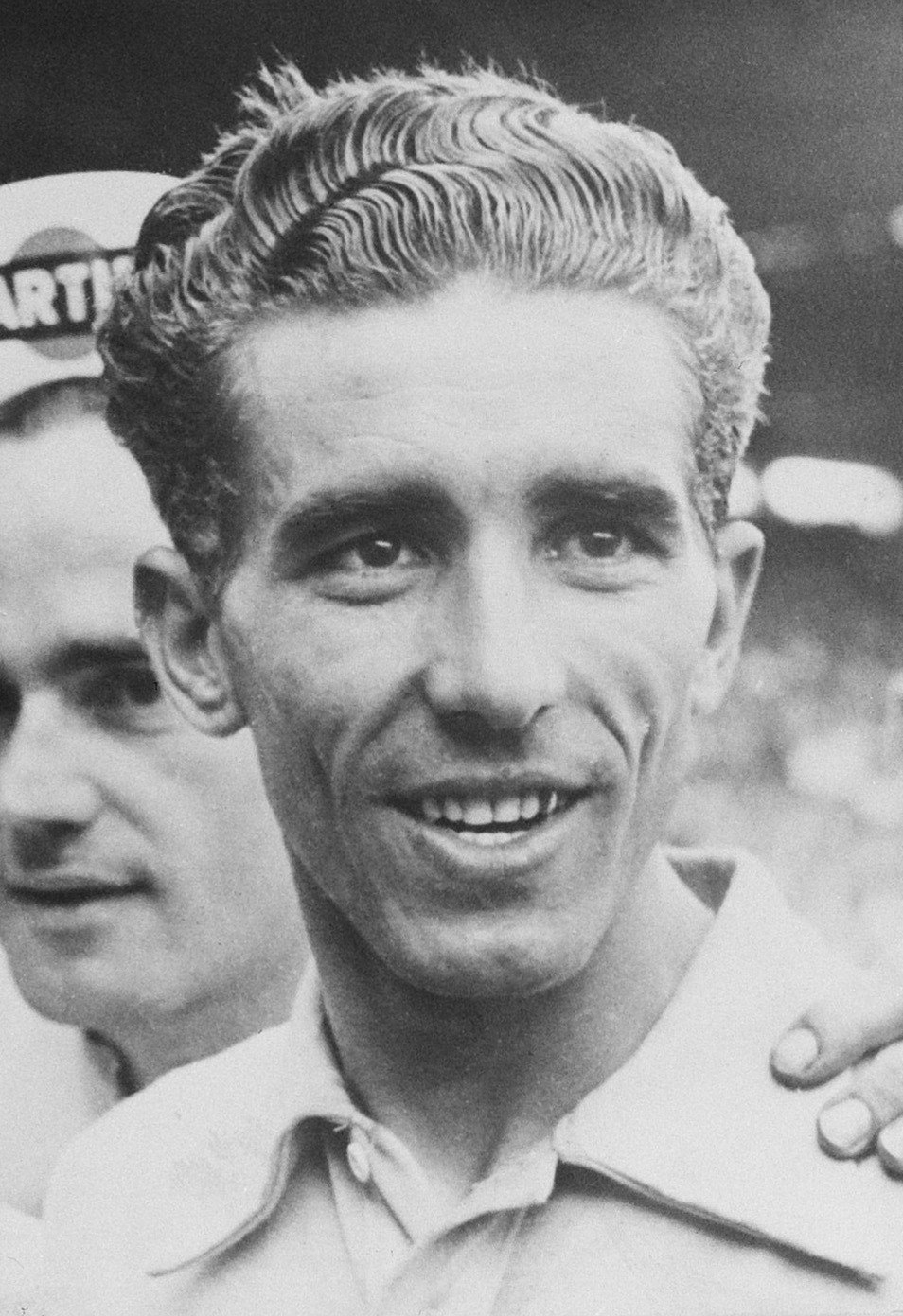
Federico Bahamontes Španělsko 6× vítěz.
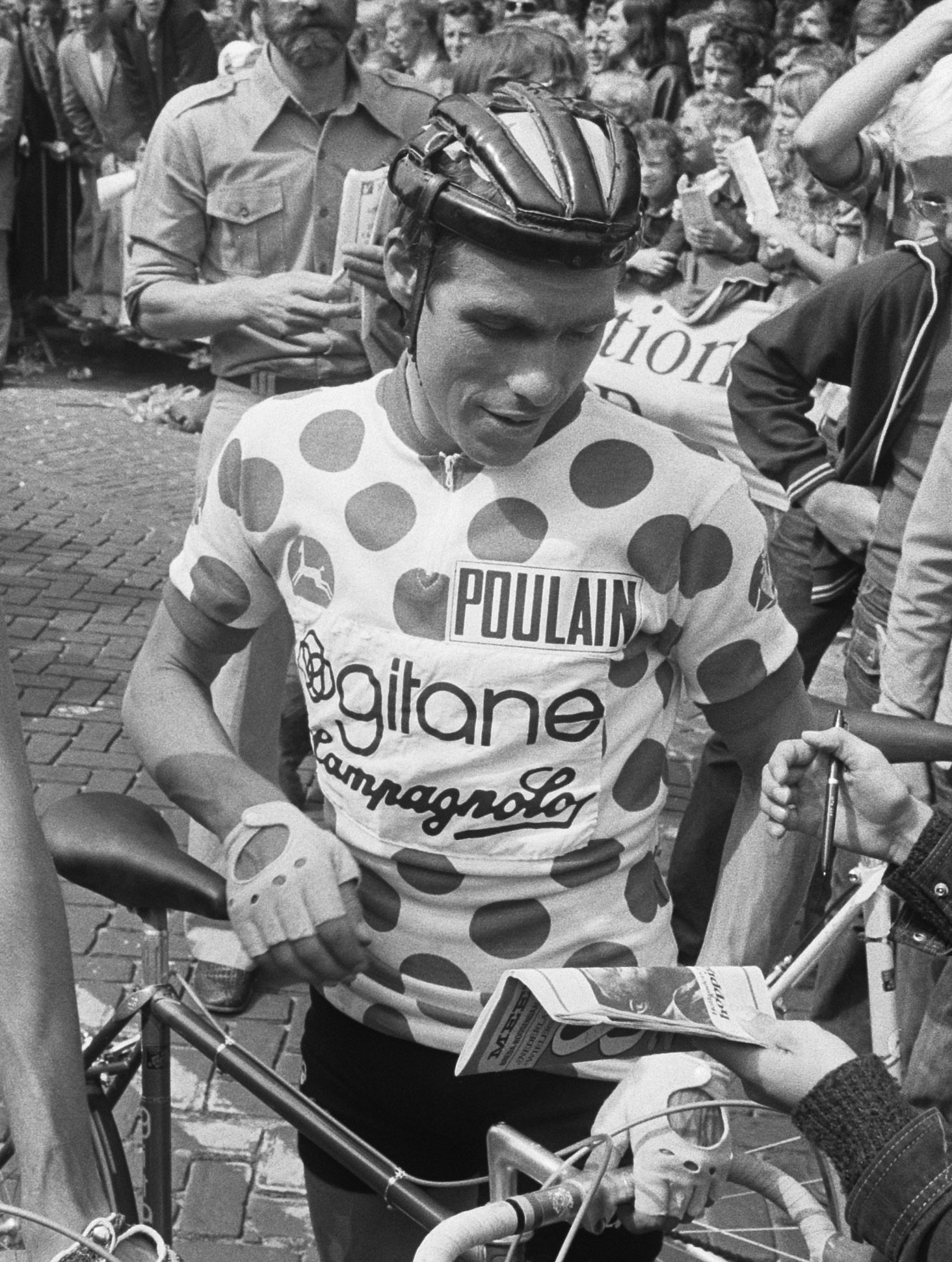
Lucien Van Impe Belgie 6× vítěz.
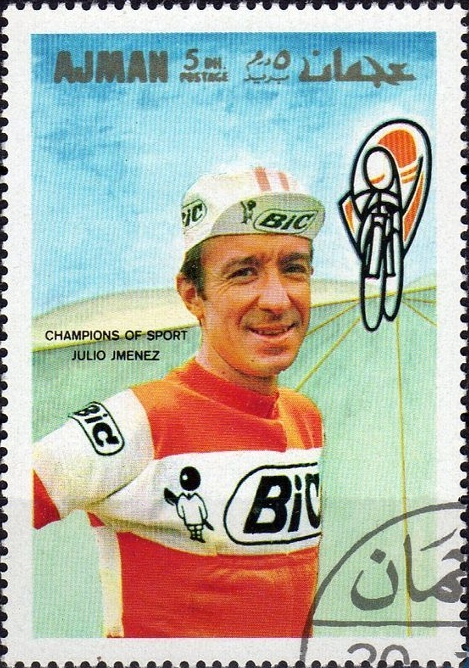
Julio Jiminez Španělsko 3× vítěz.

| Rok  | Vítěz               | Rok  | Vítěz               | Rok  | Vítěz              | Rok  | Vítěz            |
| ---- | ------------------- | ---- | ------------------- | ---- | ------------------ | ---- | ---------------- |
| 1933 | Vicente Trueba      | 1964 | Federico Bahamontes | 1993 | Tony Rominger      | 2022 | Jonas Vingegaard |
| 1934 | Rene Vietto         | 1965 | Julio Jiminez       | 1994 | Richard Virenque   | 2023 | Giulio Ciccone   |
| 1935 | Felicien Vervaecke  | 1966 | Julio Jiminez       | 1995 | Richard Virenque   | 2024 | Richard Carapaz  |
| 1936 | Julian Berrendero   | 1967 | Julio Jiminez       | 1996 | Richard Virenque   | 2025 | Tadej Pogačar    |
| 1937 | Felicien Vervaecke  | 1968 | Aurelio Gonzales    | 1997 | Richard Virenque   |      |                  |
| 1938 | Gino Bartali        | 1969 | Eddy Merckx         | 1998 | Christophe Rinero  |      |                  |
| 1939 | Sylvere Maes        | 1970 | Eddy Merckx         | 1999 | Richard Virenque   |      |                  |
| 1940 | —                   | 1971 | Lucien Van Impe     | 2000 | Santiago Botero    |      |                  |
| 1941 | —                   | 1972 | Lucien Van Impe     | 2001 | Laurent Jalabert   |      |                  |
| 1942 | —                   | 1973 | Pedro Torres        | 2002 | Laurent Jalabert   |      |                  |
| 1945 | —                   | 1974 | Domingo Perurena    | 2003 | Richard Virenque   |      |                  |
| 1946 | —                   | 1975 | Lucien Van Impe     | 2004 | Richard Virenque   |      |                  |
| 1947 | Pierre Brambilla    | 1976 | Giancarlo Bellini   | 2005 | Michael Rasmussen  |      |                  |
| 1948 | Gino Bartali        | 1977 | Lucien Van Impe     | 2006 | Michael Rasmussen  |      |                  |
| 1949 | Fausto Coppi        | 1978 | Mariano Martinez    | 2007 | Mauricio Soler     |      |                  |
| 1950 | Louison Bobet       | 1979 | Giovanni Battaglin  | 2008 | Carlos Sastre      |      |                  |
| 1951 | Raphael Geminiani   | 1980 | Raymond Martin      | 2009 | Egoi Martínez      |      |                  |
| 1952 | Fausto Coppi        | 1981 | Lucien Van Impe     | 2010 | Anthony Charteau   |      |                  |
| 1953 | Jesus Lerono        | 1982 | Bernard Vallet      | 2011 | Samuel Sánchez     |      |                  |
| 1954 | Federico Bahamontes | 1983 | Lucien Van Impe     | 2012 | Thomas Voeckler    |      |                  |
| 1955 | Charly Gaul         | 1984 | Robert Millar       | 2013 | Nairo Quintana     |      |                  |
| 1956 | Charly Gaul         | 1985 | Luis Herrera        | 2014 | Rafał Majka        |      |                  |
| 1957 | Gastone Nencini     | 1986 | Bernard Hinault     | 2015 | Chris Froome       |      |                  |
| 1958 | Federico Bahamontes | 1987 | Luis Herrera        | 2016 | Rafał Majka        |      |                  |
| 1959 | Federico Bahamontes | 1988 | Steven Rooks        | 2017 | Warren Barguil     |      |                  |
| 1960 | Imerio Massignan    | 1989 | Gert-Jan Theunisse  | 2018 | Julian Alaphilippe |      |                  |
| 1961 | Imerio Massignan    | 1990 | Thierry Claveyrolat | 2019 | Romain Bardet      |      |                  |
| 1962 | Federico Bahamontes | 1991 | Claudio Chiappucci  | 2020 | Tadej Pogačar      |      |                  |
| 1963 | Federico Bahamontes | 1992 | Claudio Chiappucci  | 2021 | Tadej Pogačar      |      |                  |

### Vítězství jednotlivců vrchařské soutěže
| Cyklista            | Roky                                          |
| ------------------- | --------------------------------------------- |
| Richard Virenque    | 7× – 1994, 1995, 1996, 1997, 1999, 2003, 2004 |
| Federico Bahamontes | 6× – 1954, 1958, 1959, 1962, 1963, 1964       |
| Lucien Van Impe     | 6× – 1971, 1972, 1975, 1977, 1981, 1983       |
| Julio Jiminez       | 3× – 1965, 1966, 1967                         |
| Tadej Pogačar       | 3× – 2020, 2021, 2025                         |
| Eddy Merckx         | 2× – 1969, 1970                               |
| Felicien Vervaecke  | 2× – 1935, 1937                               |
| Gino Bartali        | 2× – 1938, 1948                               |
| Fausto Coppi        | 2× – 1949, 1952                               |
| Charly Gaul         | 2× – 1955, 1956                               |
| Imerio Massignan    | 2× – 1960, 1961                               |
| Luis Herrera        | 2× – 1985, 1987                               |
| Claudio Chiappucci  | 2× – 1991, 1992                               |
| Laurent Jalabert    | 2× – 2001, 2002                               |
| Michael Rasmussen   | 2× – 2005, 2006                               |
| Rafał Majka         | 2× – 2014, 2016                               |

### Vítězství podle státu
| Země               | Počet vítězství | Vítězné roky |
| ------------------ | --------------- | --- |
| Francie            | 23              | 1934, 1950, 1951, 1978, 1980, 1982, 1986, 1990, 1994, 1995, 1996, 1997, 1998, 1999, 2001, 2002, 2003, 2004, 2010, 2012, 2017, 2018, 2019 Romain Bardet (poslední vítěz) |
| Španělsko          | 18              | 1933, 1936, 1953, 1954, 1958, 1959, 1962, 1963, 1964, 1965, 1966, 1967, 1968, 1973, 1974, 2008, 2009, 2011 Samuel Sánchez (poslední vítěz)                              |
| Itálie             | 13              | 1938, 1947, 1948, 1949, 1952, 1957, 1960, 1961, 1976, 1979, 1991, 1992, 2023 Giulio Ciccone (poslední vítěz)                                                            |
| Belgie             | 11              | 1935, 1937, 1939, 1969, 1970, 1971, 1972, 1975, 1977, 1981, 1983 Lucien Van Impe (poslední vítěz)                                                                       |
| Kolumbie           | 5               | 1985, 1987, 2000, 2007, 2013 Nairo Quintana (poslední vítěz) |
| Slovinsko          | 3               | 2020, 2021 2025 Tadej Pogačar (poslední vítěz) |
| Dánsko             | 3               | 2005, 2006, 2022 Jonas Vingegaard (poslední vítěz) |
| Lucembursko        | 2               | 1955, 1956 Charly Gaul (poslední vítěz) |
| Nizozemsko         | 2               | 1988, 1989 Gert-Jan Theunisse (poslední vítěz) |
| Spojené království | 2               | 1984, 2015 Chris Froome (poslední vítěz) |
| Polsko             | 2               | 2014, 2016 Rafał Majka (poslední vítěz) |
| Švýcarsko          | 1               | 1993 Tony Rominger (poslední vítěz) |
| Ekvádor            | 1               | 2024 Richard Carapaz (poslední vítěz) |

## Bodování
Rozdělení bodů do horské klasifikace
|  | Kategorie/pořadí | 1. | 2. | 3. | 4. | 5. | 6. | 7. | 8. |
|  | ---------------- | -- | -- | -- | -- | -- | -- | -- | -- |
|  | Hors catégorie   | 20 | 15 | 12 | 10 | 8  | 6  | 4  | 2  |
|  | 1. kategorie     | 10 | 8  | 6  | 4  | 2  | 1  |    |    |
|  | 2. kategorie     | 5  | 3  | 2  | 1  |    |    |    |    |
|  | 3. kategorie     | 2  | 1  |    |    |    |    |    |    |
|  | 4. kategorie     | 1  |    |    |    |    |    |    |    |

- Pokud má etapa cíl na kopci, který je oceněn druhou a vyšší kategorií, vítěz získává do soutěže dvojnásobný počet bodů.

## Nejznámější stoupání Tour de France
Col de la Bonette (2802 m n. m.); Col de l' Iseran (2770 m n. m.); Col du Granon, (2413 m n. m.); Col d' Izoard (2360 m n. m.); Col de la Lombarde (2351 m n. m.); Val Thorens (2275 m n. m.); Andorra Arcalis (2240 m n. m.); Col du Mont-Cenis (2083 m n. m.); Port de Pailhères (2001 m n. m.); Col de la Madeleine (1993 m n. m.); La Plagne (1980 m n. m.); Col du Glandon (1924 m n. m.); Plateau de Beille (1780 m n. m.); Plateau de Beille (1780 m n. m.); Superbagnères (1770 m n. m.); Port de Balès (1755 m n. m.); Chamrousse (1730 m n. m.); Luz Ardiden (1715 m n. m.); Col d'Aubisque (1709 m n. m.); Col de Joux-Plane (1691 m n. m.); Pla d'Adet (1669 m n. m.); Pra-Loup (1630 m n. m.); Port de Larrau (1573 m n. m.); Col du Soudet (1540 m n. m.); Col de l'Aspin (1489 m n. m.); Col du Soulor (1474 m n. m.).

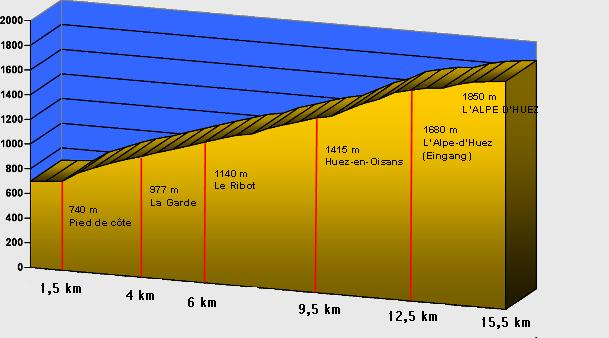
Profil stoupání na Alpe-d'Huez

| Kopec                  | Vrchol (m n. m.) | Pohoří                 | Stát             | Poprvé v roce | naposled v roce | Celkový počet výjezdů | Link |
| ---------------------- | ---------------- | ---------------------- | ---------------- | ------------- | --------------- | --------------------- | ---- |
| Col Agnel              | 2744             | Kottické Alpy          | Francie a Itálie | 2008          | 2011            | 2                     | Zde  |
| Col du Galibier        | 2642             | Alpy                   | Francie          | 1979          | 2017            | 33                    | Zde  |
| Col du Tourmalet       | 2115             | Pyreneje               | Francie          | 1980          | 2018            | 58                    | Zde  |
| Col de la Croix-de-Fer | 2067             | Alpy                   | Francie          | 1989          | 2017            | 19                    | Zde  |
| Col du Lautaret        | 2057             | Alpy                   | Francie          | 1950          | 2014            | 11                    | Zde  |
| Mont Ventoux           | 1912             | Provensálské Alpy      | Francie          | 1987          | 2016            | 16                    | Zde  |
| Alpe-d'Huez            | 1860             | Alpy                   | Francie          | 1979          | 2018            | 30                    | Zde  |
| Col d'Aubisque         | 1709             | Pyreneje               | Francie          | 1980          | 2012            | 47                    | Zde  |
| Hautacam               | 1560             | Pyreneje               | Francie          | 1994          | 2014            | 5                     | Zde  |
| Puy de Dôme            | 1415             | Francouzské středohoří | Francie          | 1952          | 2023            | 14                    | Zde  |